# John Westbrook (acteur)
Pour les articles homonymes, voir John Westbrook et Westbrook.
John Westbrook est un acteur britannique, né le 1er novembre 1922 à Teignmouth et mort le 16 juin 1989 à Londres.

## Biographie
John Westbrook est né le 1er novembre 1922 à Teignmouth, dans le comté anglais du Devon. Il a principalement travaillé au théâtre et à la radio, mais a également fait des apparitions dans des films et téléfilms. Son rôle le plus célèbre est celui de Christopher Gough dans La Tombe de Ligeia, film de Roger Corman adapté par Robert Towne de la nouvelle Ligeia de Poe. Il est connu pour sa voix profonde et mélodieuse, dans les pièces radiophoniques et des livres audios ; il a particulièrement tenu le rôle de Sylvebarbe dans le film d'animation de 1978 adapté du Seigneur des anneaux. Westbrook a également enregistré sa voix pour les pièces orchestrales An Oxford Elegy de Ralph Vaughan Williams et Morning Heroes d'Arthur Bliss.
Il a joué de nombreuses pièces de Shakespeare, notamment le rôle-titre de Richard II au théâtre Citizens à Glasgow en 1956, le prince du Maroc et le doge de Venise dans Le Marchand de Venise pour la BBC Television en 1955, Thésée dans Le Songe d'une nuit d'été pour la BBC Television en 1958, et Prospero dans La Tempête pour le Bristol Old Vic en 1960. À la radio, il a donné sa voix à Cassio d'Othello, Fortinbras et par la suite le Fantôme dans Hamlet, Banquo dans Macbeth…
Pour la BBC Radio, il a aussi donné sa voix à Jésus dans une reprise de la pièce The Man Born to be King de Dorothy L. Sayers ; il a également tenu ce personnage dans une adaptation des Mystères d'York et a joué dans diverses pièces d'inspiration religieuse comme Thomas Becket dans Meurtre dans la cathédrale. Il a enfin participé à plusieurs spectacles de poésie, dont sa création The Ruling Passion. Il décède le 16 juin 1989.

## Filmographie partielle
- 1959 :  Les Chemins de la haute ville (Room at the Top)
- 1960 : Foxhole in Cairo
- 1962 : Les Clés de la citadelle (en) (A Prize of Arms)
- 1964 : Le Masque de la mort rouge (The Masque of the Red Death)
- 1964 : La Tombe de Ligeia (The Tomb of Ligeia)
- 1978 : Le Seigneur des anneaux (The Lord of the Rings)
- 1980 : Les Loups de haute mer (North Sea Hijack)

## Sources externes
- Notices d'autorité :   - VIAF
  - ISNI
  - BnF (données)
  - IdRef
  - LCCN
  - Espagne
  - Pologne
  - Israël
  - Tchéquie
  - WorldCat
- Ressources relatives à la musique :   - Discogs
  - MusicBrainz
- Ressources relatives à l'audiovisuel :   - AllMovie
  - Allociné
  - IMDb